# Gazza
Gazza – rodzaj ryb okoniokształtnych z rodziny mydliczkowatych (Leiognathidae).

## Zasięg występowania
Morze Czerwone, Ocean Indyjski i zachodnie rejony Oceanu Spokojnego.

## Klasyfikacja
Gatunki zaliczane do tego rodzaju:
- Gazza achlamys
- Gazza dentex
- Gazza minuta – mydliczek mały[3], gaździnka[3]
- Gazza rhombea
- Gazza squamiventralis